# Ricse
Ricse (szlovákul: Ryča) nagyközség Borsod-Abaúj-Zemplén vármegyében, a Cigándi járásban.

## Fekvése
Jellegzetes észak-alföldi tájon fekszik, az ukrán határtól kb. 8, a szlovák határtól kb. 3-4 kilométerre. A falu nagy része dombos terület. Határában folyik az itt különösen kiszélesedő Tisza, aminek a jobb partján terül el.
A szomszédos települések: észak felől Semjén, északkelet felől Lácacséke, kelet felől Révleányvár, délkelet felől Szabolcsveresmart, dél felől Tiszakanyár – utóbbi kettő a Tisza túlpartján fekszik –, délnyugat felől Cigánd, nyugat felől Nagyrozvágy, északnyugat felől pedig Kisrozvágy.

### Megközelítése
A vízitúra-útvonalakat leszámítva csak közúton érhető el, Cigánd és Révleányvár-Zemplénagárd felől a 3804-es, Semjén felől pedig a 3808-as úton. Határszélét északon, egy rövid szakaszon érinti a 3807-es út is.

## Története
Ricse neve szláv eredetű. Árpád-kori település, melyet még Boleszló váci püspök adományozott a leleszi konventnek.  
1609-ben praedium, ekkor a Daróczy család tagjait iktatták be egyes részeibe, 1779-ben pedig Károlyi Antalnak is volt itt birtoka. 
A 18. században szombatosok is laktak itt, akik Mária Terézia idején a katolikus hitre tértek. 
A Tisza szabályozásáig a Bodrogköz egyik legelzártabb települése volt. Az 1700-as években 5 családot telepítettek be a faluba (Máté, Vécsy, Körmöndi, Deák, Kocsi). A falu lakosságának nagy része ma is ezen nevek valamelyikét viseli.
Az 1900-as évek elején Zemplén vármegye Bodrogközi járásához tartozott.
1910-ben 1955 lakosából 1954 magyar volt. Ebből 259 római katolikus, 1439 református, 129 izraelita volt.
Ricse jelentősége a trianoni békeszerződés után nőtt meg a térség életében. Átvette a határ túloldalára került Királyhelmectől a Bodrogközi járás székhelyének szerepét, és ezt az 1938-1950 közötti időszakot kivéve meg is őrizte 1956. február 1-jéig, 1950-től már Ricsei járás néven. A településen jelentős számú izraelita közösség élt, melynek tagjai bankot, malmot működtettek. A holokauszt  következtében közösségük gyakorlatilag megszűnt.

## Közélete

### Polgármesterei
- 1990–1994: Vécsi István (független)[3]
- 1994–1998: Vécsi István (MSZP)[4]
- 1998–2002: Vécsi István (MSZP)[5]
- 2002–2006: Vécsi István (MSZP)[6]
- 2006–2010: Vécsi István (MSZP)[7]
- 2010–2014: Vécsi István (MSZP)[8]
- 2014–2019: Vécsi István (MSZP)[9]
- 2019–2024: Vécsi István (MSZP)[10]
- 2024– : Vécsi István (független)[1]

## Híres emberek

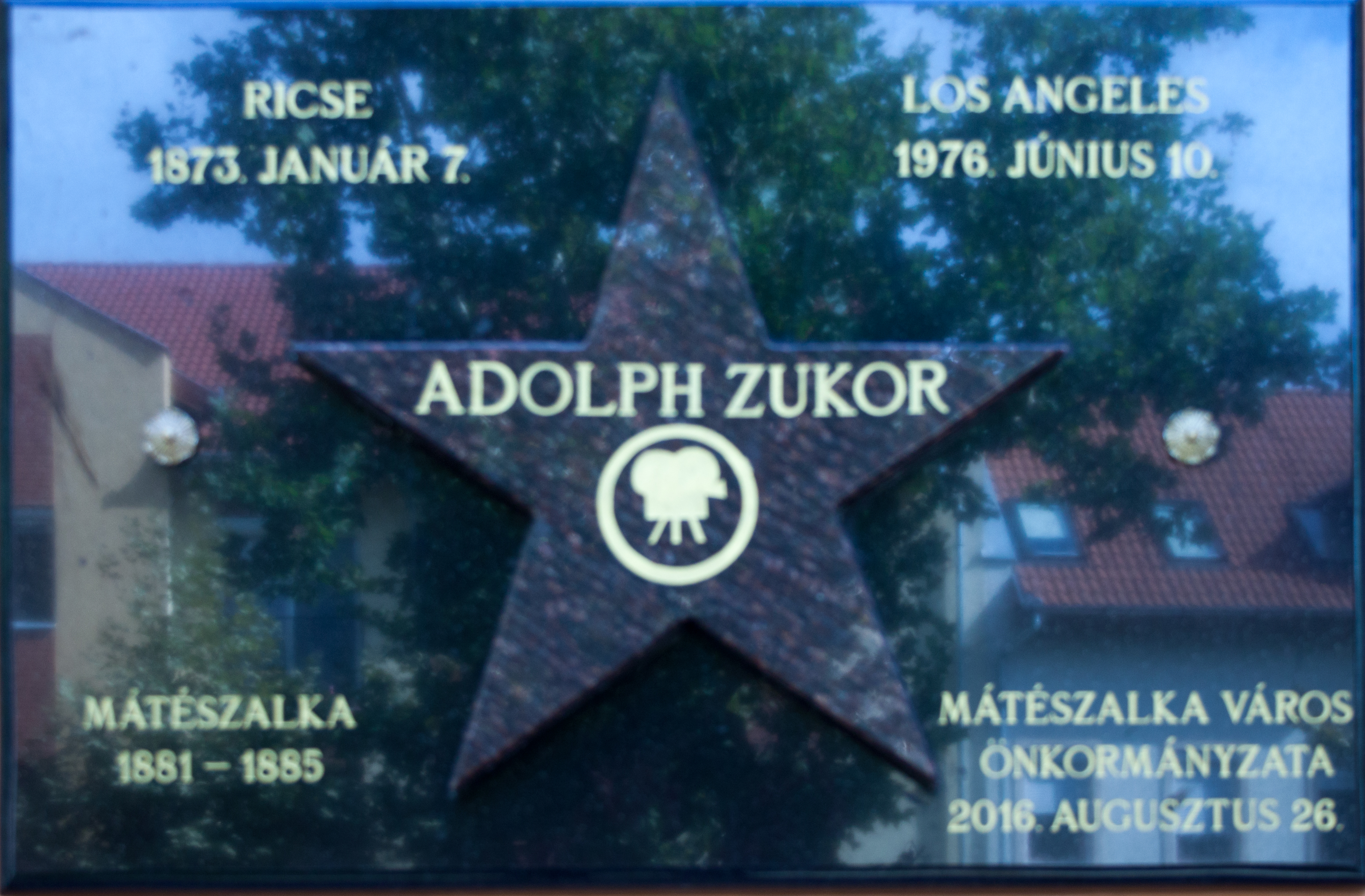
Adolph Zukor emléktáblája a mátészalkai zsinagóga falán, a születési helye feltüntetésével

### Itt született
- Adolf Zukor (1873–1976) - producer, a Paramount Pictures filmvállalat alapítója
- Bánfi József (1936–) - festő, grafikus, rajztanár

## Nevezetességei
- Barokk stílusú római katolikus templom
- Juhász kút, amelyet a Czukor család adományozott a falunak
- Református temploma - 1828-ban épült.

- Adolf Czukorról elnevezett művelődési ház

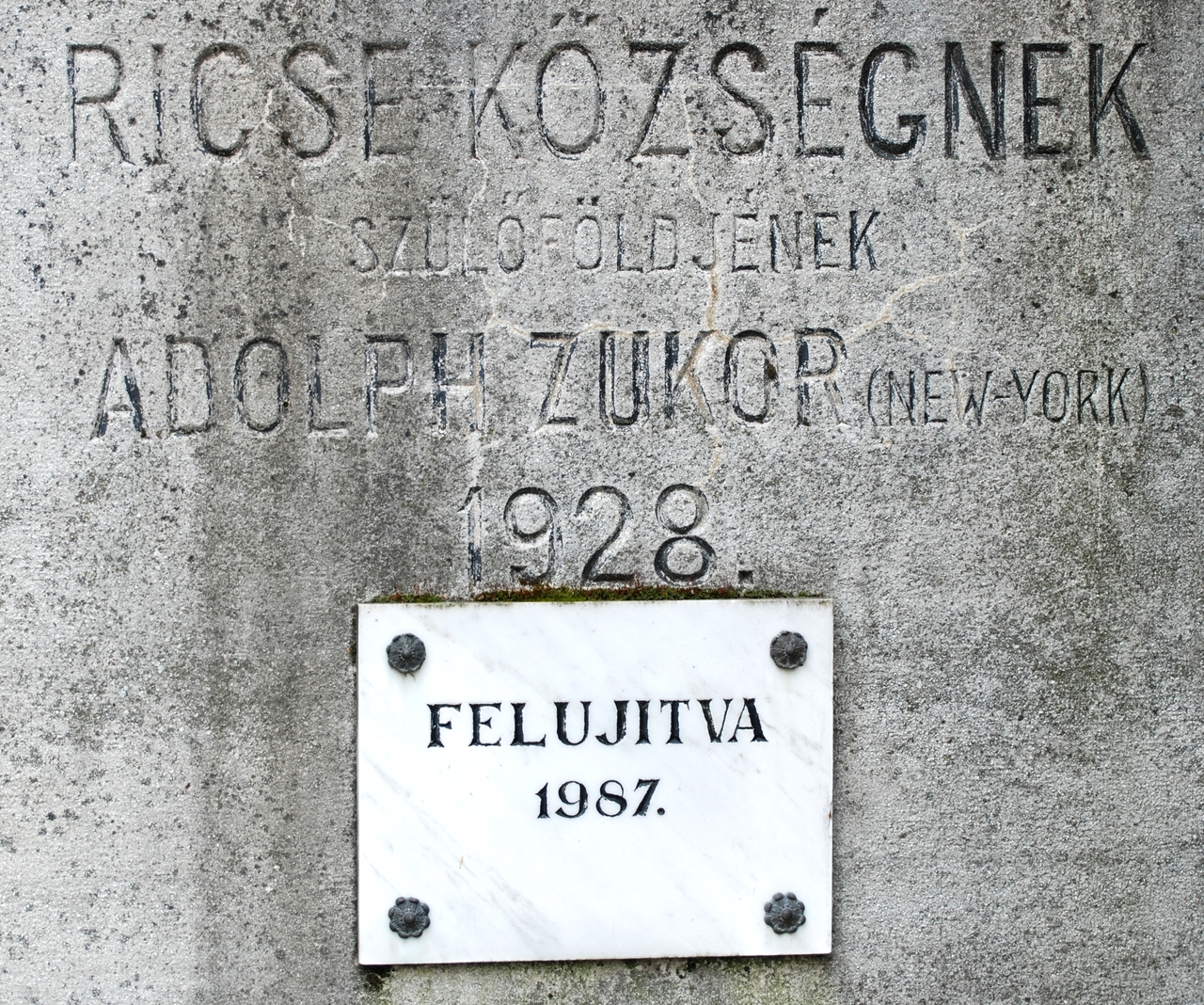
A Juhász-kút felirata

- Tájház[11]
- Zsidó temető

## Érdekességek
- Innen származik Adolf Czukor (Adolph Zukor) filmproducer, a Paramount Pictures vezetője, a hollywoodi filmgyártás egyik alapítója.
- A faluban nehéz tájékozódni pusztán az utcanevek alapján, de könnyű, ha az ember ismeri a helyiek által adott neveket. Például kucorgó, tökös ér, csöbökös, almáska, tóka, kígyós domb, sebes hát, pólincs, tarna, új falú, kesős stb.
- A ricseieket „gemeseknek” is szokták nevezni a „bodrogközi szlengben”. Ennek eredete a Ricse címerében található gémre vezethető vissza.

## Népesség
A település népességének változása:
| Lakosok száma | 1795 | 1776 | 1769 | 1757 | 1653 | 1641 | 1632 |
|               | 2013 | 2014 | 2015 | 2021 | 2022 | 2023 | 2024 |

2001-ben a település lakosságának 85%-a magyar, 15%-a cigány nemzetiségűnek vallotta magát.
A 2011-es népszámlálás során a lakosok 83,7%-a magyarnak, 14,7% cigánynak mondta magát (16,3% nem nyilatkozott; a kettős identitások miatt a végösszeg nagyobb lehet 100%-nál). A vallási megoszlás a következő volt: római katolikus 9%, református 49%, görögkatolikus 3,3%, felekezeten kívüli 14,1% (21,7% nem válaszolt).
2022-ben a lakosság 81,9%-a vallotta magát magyarnak, 13,9% cigánynak, 0,3% németnek, 0,2% ukránnak, 0,1% szlovénnek, 0,4% egyéb, nem hazai nemzetiségűnek (18% nem nyilatkozott; a kettős identitások miatt a végösszeg nagyobb lehet 100%-nál). Vallásuk szerint 5,6% volt római katolikus, 34,7% református, 3,2% görög katolikus, 2,4% egyéb keresztény, 4,7% felekezeten kívüli (49,1% nem válaszolt).